# Eduard Karl Braun
Eduard Karl Braun (auch Carl Braun; Charles Braun, * 8. April 1813 in Dierdorf; † 9. Dezember 1862 in Wiesbaden) war ein deutscher Mediziner und Badearzt in Wiesbaden.

## Leben
Karl Braun besuchte die Schulen in Dierdorf und Bleidenstadt sowie das Pädagogium in Wiesbaden, ab 1828 bei Friedrich Traugott Friedemann das Gymnasium Weilburg und studierte anschließend an den Universitäten Marburg, Würzburg und Göttingen Medizin.  Nach Bestehen des nassauischen Staatsexamens wirkte er nach einer kurzen Verwendung als Medicinalaccessist in Runkel anschließend als Militärarzt (bis 1849) sowie als Frauenarzt und zuletzt als Badearzt in Wiesbaden.
Für die neunundzwanzigste Versammlung der Gesellschaft deutscher Naturforscher und Aerzte zu Wiesbaden im September 1852 wurde Karl Braun neben Carl Remigius Fresenius zum Geschäftsführer gewählt und veröffentlichte im Folgejahr 1853 gemeinsam mit ihm als Herausgeber den Amtlichen Bericht über diese Veranstaltung.
Er veröffentlichte eine deutsche Übersetzung der Schrift von William Gairdner (1793–1867) über die Gicht. 
Am 1. Januar 1852 wurde Eduard Karl Braun unter der Präsidentschaft von Christian Gottfried Daniel Nees von Esenbeck mit dem akademischen Beinamen Brown II. unter der Matrikel-Nr. 1630 als Mitglied in die Deutsche Akademie der Naturforscher Leopoldina aufgenommen.
Er war seit 1844 verheiratet und wurde von seiner Ehefrau (geb. Götz) und 2 Kindern überlebt. Er starb 1862 an Typhus. 
Der schon seit Schulzeiten mit ihm befreundete spätere Mediziner und Badearzt von Schlangenbad Carl Bertrand veröffentlichte 1863 seinen Nachruf.

## Schriften
- Monographie des eaux minerales de Wiesbaden. I. Cahier. Kreidel, Wiesbaden 1852 (Digitalisat)
- Monographie des eaux minerales de Wiesbaden. II. Cahier. Kreidel, Wiesbaden 1853 (Digitalisat)

- mit Carl Remigius Fresenius (Hrsg.): Amtlicher Bericht über die neunundzwanzigste Versammlung der Gesellschaft deutscher Naturforscher und Aerzte zu Wiesbaden im September 1852. Schellenberg, Wiesbaden 1853 (Digitalisat)
- Wiesbaden als Heilquelle und als climatischer Heilort. 2. Auflage, Kreidel, Wiesbaden 1855 (Digitalisat)
- Beiträge zu einer Monographie der Gicht. I. Ritter,  Wiesbaden 1860 (Digitalisat)